# Dorcadion drusoides
Dorcadion drusoides är en skalbaggsart som beskrevs av Stefan von Breuning 1962. Dorcadion drusoides ingår i släktet Dorcadion och familjen långhorningar. Inga underarter finns listade i Catalogue of Life.